# Atya margaritacea
Atya margaritacea е вид десетоного от семейство Atyidae. Видът не е застрашен от изчезване.

## Разпространение и местообитание
Разпространен е в Гватемала, Еквадор, Коста Рика, Мексико (Гереро, Долна Калифорния, Колима, Наярит, Оахака, Халиско и Чиапас), Никарагуа, Панама, Перу и Салвадор.
Обитава сладководни и полусолени басейни, морета, реки и потоци.